# جک کیچ
جان کیچ (به انگلیسی: John Ketch) (درگذشت نوامبر ۱۶۸۶) یا جان کچ، که به‌طور معمول با نام جک کیچ یا جک کچ شناخته می‌شود، جلاد بدنام انگلیسی بود که توسط شاه چارلز دوم به کار گرفته شد. او به خاطر روش خود در اجرای گردن زدن در طی آشوب‌های دهه ۱۶۸۰، هنگامی که اغلب در گزارش‌های روزنامه قطع بزرگ از او نام برده شده و در سراسر پادشاهی انگلستان پخش می‌شد، مشهور گردید. گمان می‌رود که در سال ۱۶۶۳ به کار گمارده شده باشد.
او حکم اعدام از طریق گردن‌زدن را در مورد ویلیام راسل، لرد راسل در روز ۲۱ ژوئیه ۱۶۸۳ در لینکلنز این فیلدز و جیمز اسکات، دوک مونماوت را در ۱۵ ژوئیه ۱۶۸۵، پس از شورش مانموث اجرا کرد. بدنامی کیچ ناشی از «وحشی‌گری او در روش گردن‌زدن لرد راسل، دوک مونماوت و دیگر مجرمان سیاسی» است. او ضربه‌های تبر را به نقاط اشتباهی بدن قربانی وارد می‌کرد و این کار را چند بار انجام می‌داد و سرانجام ضربه تمام کننده را می‌زد.
به دلیل گردن‌زدن‌های ناشیانه و اشتباه او از روی عمد، نام «جک کیچ» به عنوان ضرب‌المثلی برای مرگ، شیطان و جلادان استفاده می‌شود.

## گمارش
کیچ در سال ۱۶۶۳، جانشین جلاد قبلی ادوارد دان گردید که نزد او کارآموزی را آموخته بود. از او برای اولین بار در گزارش وقایع ۱۴ ژانویه ۱۶۶۷ در اولد بیلی نام برده شد، اگرچه تا روز ۲ دسامبر ۱۶۷۷ هیچ اطلاعیه‌ای چاپ و منتشر نشده بود که در آن از جلاد جدید نام برده شده باشد و در این روز اعلامیه‌ای تحت عنوان تصنیف توطئه‌گران، اعلام وصول بی‌نظیر جک کیچ برای علاج متمردان خیانت‌کار و پاکسازی شایسته برای شیوع پاپیش (واژه توهین آمیز برای خطاب قرار دادن پیروان کاتولیک رومی) چاپ و پخش شد.
در سال ۱۶۷۹، در جزوه دیگری، که ادعا می‌شود توسط خود کیچ نوشته شده است تحت عنوان مرد اقبال سخت سرنوشت عیان می‌شود که جلاد برای مدتی در زندان مارشالسی محبوس بود، «که به موجب آن، پیامد امیدوارکننده‌اش شبیه به نابود کننده بود».

## ادامه زندگی و درگذشت
در ماه ژانویه ۱۶۸۶، به علت «دشنام» به یک کلانتر، کیچ به زندان برایدول سپرده شد. دستیارش پاشا رز (Pascha Rose) که در سابق قصاب بود، به جای او به وظیفه جلادی مشغول شد ولی در روز ۲۸ مه، در پی محکومیت به دزدی، در تایبورن اعدام شد و کیچ دوباره به کار قبلی خود بازگشت. در ماه نوامبر ۱۶۸۶ کیچ درگذشت.

## ادبیات داستانی
در سال ۱۸۳۶، یک خودزندگی‌نامه غیر واقعی از کیچ همراه با تصاویر طرح‌های مدوز با عنوان خودزندگی‌نامه جک کیچ منتشر شد. کتاب دیگری با عنوان زندگی جک کیچ همراه با برش‌هایی از اجرای اعدام‌های او اثر تام هود در اختیار کتابخانه دوک دوونشر در چتس ورث قرار داده شد.
جک کیچ در رمان‌های الیور توئیست، دامبی و پسر، یادداشت‌های پیکویک، دیوید کاپرفیلد نوشته چارلز دیکنز و در داستان علمی تخیلی «احمق‌های راهپیمایی» نوشته سیریل ام. کورنبلوت مورد اشاره قرار گرفته است. در این اواخر، جک کیچ در مجموعه چرخه باروک، رمان جلد اول با عنوان کوییک سیلور و رمان جلد آخر با عنوان سیستم جهان، نوشته نیل استیونسن منتشر شده در سال‌های ۲۰۰۳ و ۲۰۰۴، یک نقش ایفا کرده است.
در فیلم سرود کریسمس سال ۱۹۵۱، به‌طور مختصر به او اشاره شده است. برنامه بلند رادیویی ساسپنس، در روز ۲۲ سپتامبر ۱۹۵۲ اپیزودی با عنوان «جک کیچ» پخش کرد که بازیگر بریتانیایی، چارلز لاتن در آن نقش‌آفرینی کرد.